# Uleomyces struthanthi
Uleomyces struthanthi är en svampart som beskrevs av G. Arnaud 1925. Uleomyces struthanthi ingår i släktet Uleomyces och familjen Cookellaceae.   Inga underarter finns listade i Catalogue of Life.